# ワイヤラッピング

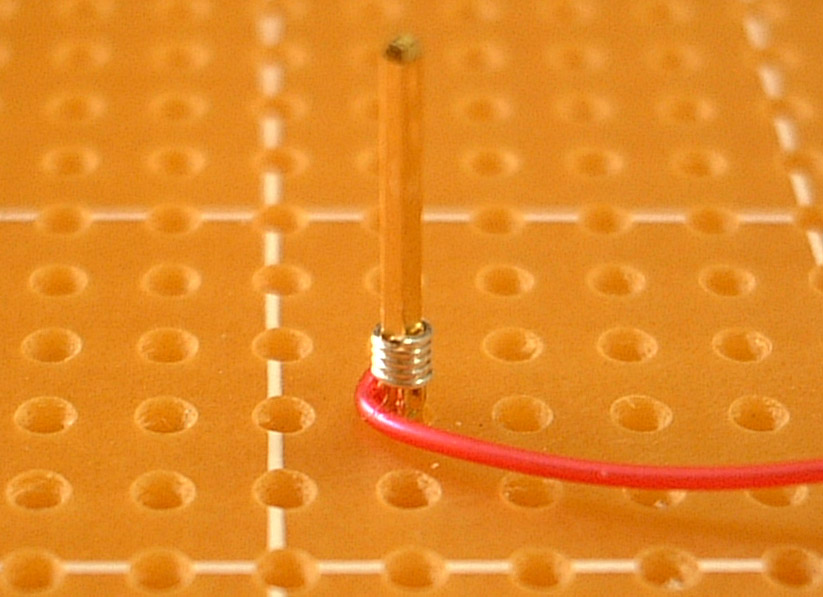
ワイヤラッピング

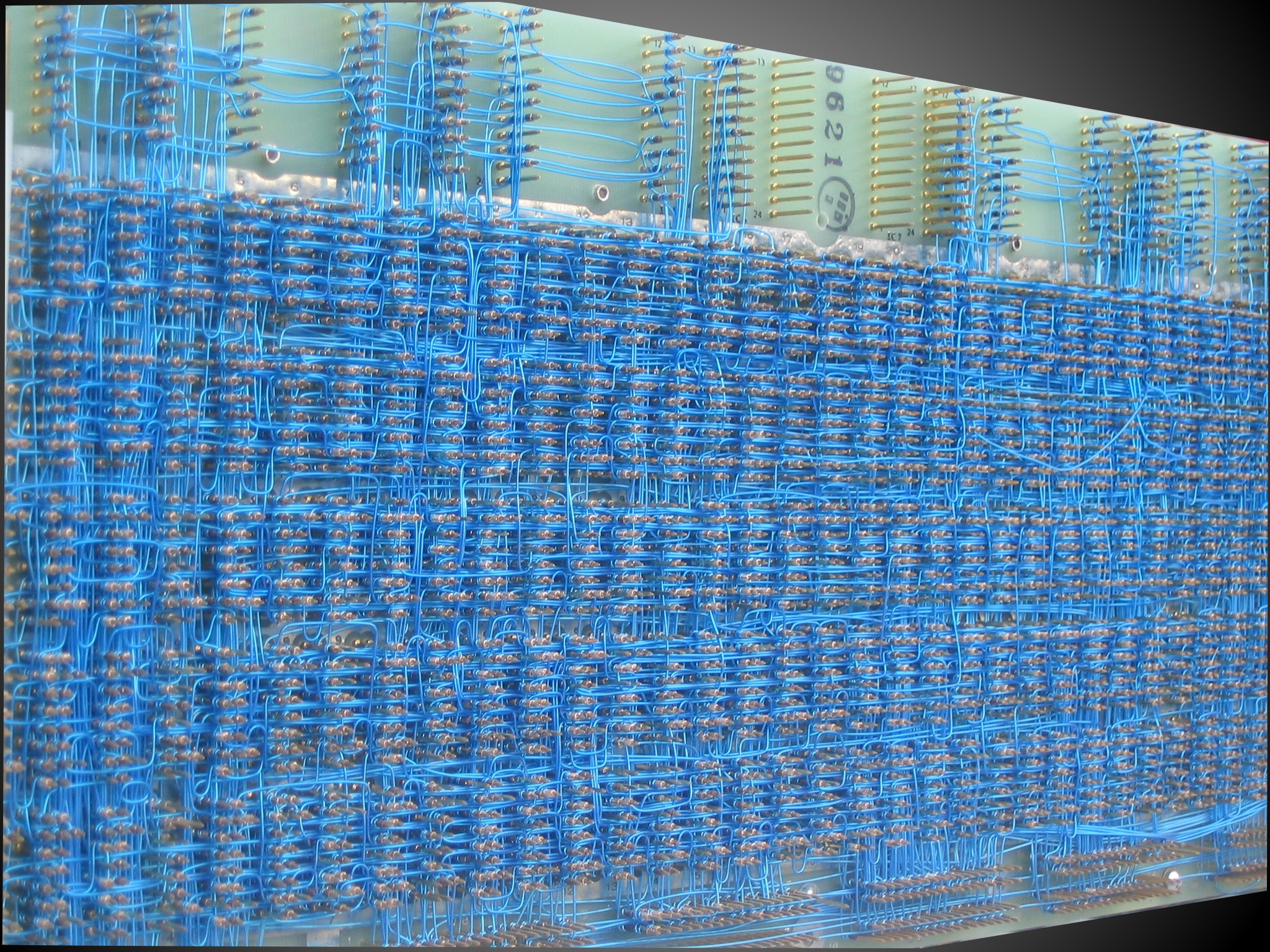
スペクトラムアナライザにおける実装例

ワイヤラッピング(wire wrapping)とは、角柱状の端子（ラッピングポスト）に被覆を剥いた単芯被覆銅線（電線）を数回巻きつけることで電気的接続を得る、はんだ付けを伴わない電気配線接続の方法である。現在では試作基板の作成、またはきわめて少量の製品生産に使用される。
ワイヤラッピング作業には、手動または電動の専用工具を使用する。ほどくための工具（アンラッパー）も存在する。ワイヤラッピング用として、角柱状の端子を長く伸ばしたICソケットなどの部品が用意されている。
上手に加工されたワイヤラッピングは、端子のエッジに銅線が食い込むことにより、きわめて安定した接触・導通を保つ。配線修正の為にほどくことも容易である。はんだ付けと異なり、個人の技量に依存せず、専用工具によって必ず一定以上の品質の作業が行われる、という利点もある（なおラッピング工具が、一見するとはんだごてに似ている場合があり、「はんだ付け作業中」といったキャプションの付いている写真をよく見るとラッピング作業であることがある）。しかしながら、回路が複雑になるに従い配線の束が分厚くなり、密集した長いラッピングポストは見苦しくなるばかりか装置の重量増大を招き、配線も長くなることで信号伝達速度低下やクロストークの増加など、回路特性も悪化する。また、配線を1箇所ずつ接続するため生産性はきわめて低い。
ワイヤラッピングはベル研究所で開発され、彼らの電話交換機の内部配線に用いられた。続いて、コンピュータの配線にも多用された。アポロ誘導コンピュータにも採用された。当時のコンピュータは現在のものに比べて低速（マイクロ秒 - ミリ秒のオーダー）であったため、（接続部にインダクタンスが発生することによる）高速動作に向かない接続方法であることは問題とならなかった。むしろ、プリント基板で作るよりも低い製造コスト、改修の行いやすさ、はんだ付けよりも高い信頼性が評価された。また、モジュールはプリント基板で作り、モジュール間の配線はワイヤラッピングによる、というような併用する手法もある。
しかしながら、近年の部品実装の高密度化や、回路動作の高速化に伴い、活躍の場面が少なくなって来ている。

## 注
1. ↑  https://www.sigcis.org/files/ws2013Gaboury_Figures.pdf p. 24 にある。2024年9月4日閲覧。